# Bartonella henselae
Bartonella henselae, prej Rochalimæa, je gramnegativna, aerobna, pleomorfna bakterija, ki parazitira v rdečih krvničkah človeka in živali. Njen naravni rezervoar so mačke.
Te bakterije povzročajo običajno benigno kužno bolezen mačje praske, prenašajo pa se z mačjo slino.